# Новонагаєво
Новонага́єво (рос. Новонагаево, башк. Яңы Нуғай) — село (у минулому присілок) у складі Краснокамського району Башкортостану, Росія. Адміністративний центр Новонагаєвської сільської ради.
Населення — 1093 особи (2010; 1094 у 2002).
Національний склад:
- башкири — 69 %
- татари — 28 %